# قلق رياضياتي

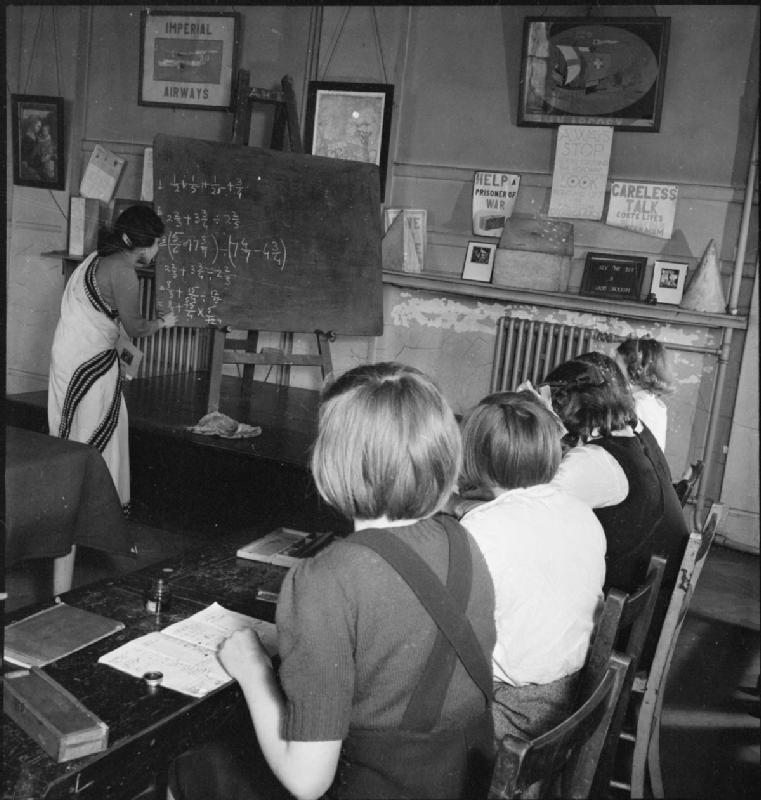

القلق الرياضياتي هو الخوف من الرياضيات.

## القلق من الأداء
ينبع خوف أغلب الناس من الرياضيات من الخوف من امتحانات الرياضيات، وغالباً ما يبدأ هذا في سنوات الدراسة الأولى للرياضيات.

## الجنس والرياضيات
يعتقد أن بعض الإناث الفتيات يتطور لديهن نفور من الرياضيات وبعض العلوم عندما يصبحن مهتمات بالعلاقات الاجتماعية في سنين المراهقة. ويعتقد أن العلوم الرياضية وبرمجة الحاسب  تسبب قلقاً للإناث أكثر منها عند الذكور.

## المعتقدات الشائعة
يعتقد الكثير من الناس، أن دراسة علوم الرياضيات محصورة في نخبة من الناس العباقرة الموهوبين وأن الناس الآخرون سيفشلون في دراستها بسبب عدم امتلاك الموهبة الكافية.